# إيرافاتا
أيرافاتا هو اسم لفيل أبيض أسطوري يحمل الإله الهندوسي إندرا ويسمى أيضًا بـ «أردها ماتانغا» أي «فيل السحاب» و «ناغا مالا» والتي تعني «الفيل المحارب» و «أركسودارا» وتعني «أخو الشمس» وتسمى زوجة الفيل إيرافاتا «أبهارمو». لدى إيرافاتا أربعة أنياب وسبعة جذوع ناصعة البياض كما يُعرف الفيل أيضًا بإيراوان.

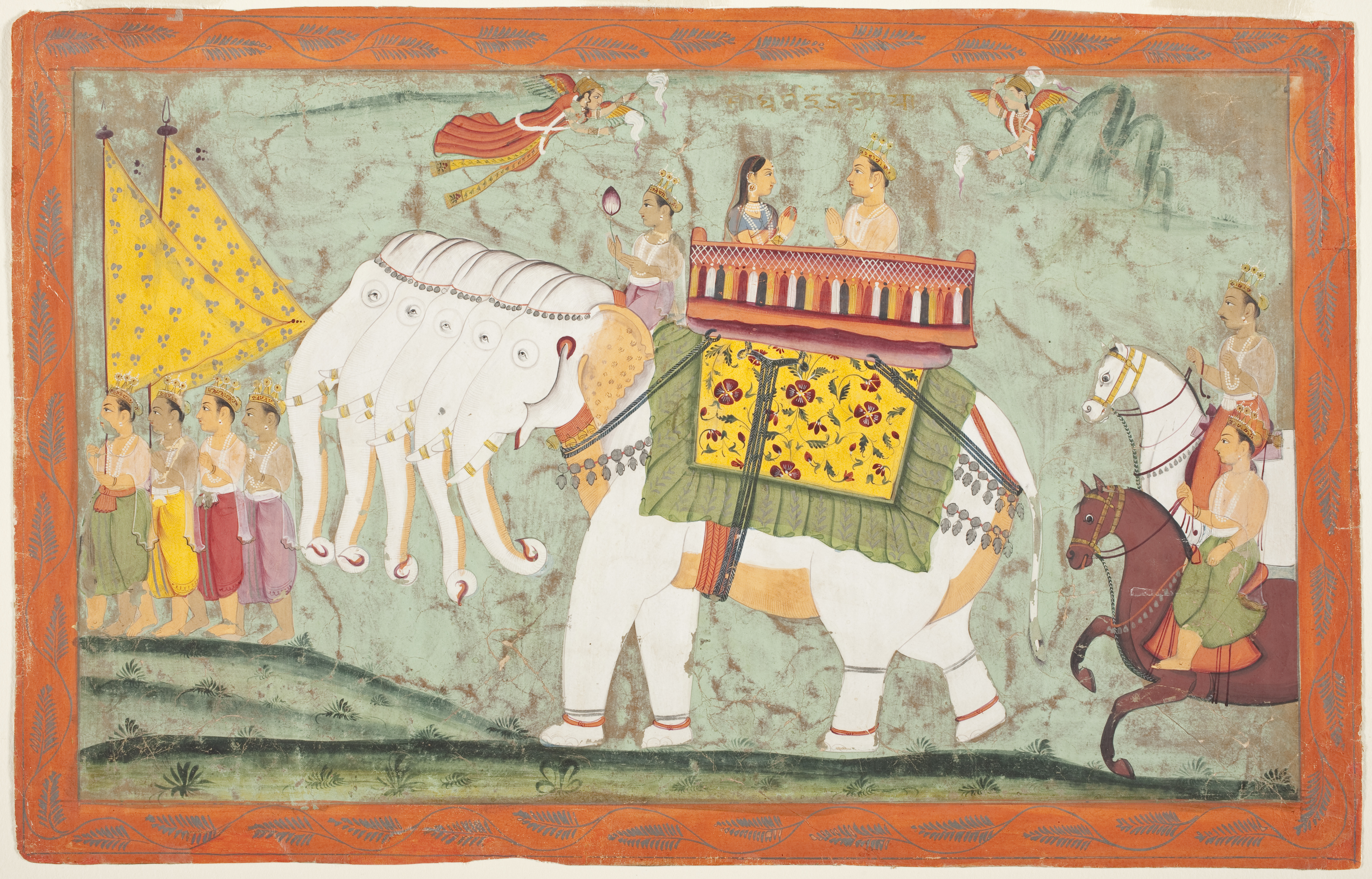

## في التقاليد الهندوسية
كان اسم أم الفيل «إيرافاتي» وفقاً للرامايانا، وقد وُلد إيرافاتا عندما غنى براهما ترتيلة مقدسة فوق أنصاف قشر البيوض التي وضعتها غارودا ومعه سبعة ذكور وثمان إناث من الفيلة وذلك وفقًا للماتانغاليلا. وضع بريثو إيرافاتا ملكاً للفيلة وتعني أحد أسماءه «من يربط أو يحيك السحاب» وذلك لأن الأسطورة ترى أن للفيلة القدرة على خلق السحاب. والعلاقة بين الفيلة والماء والمطر مؤكَدة في أسطورة إندرا الذي يقود الفيل إيرافاتا حينما هزم فريترا. يقوم ذلك الفيل بإخفاض خرطومه الضخم للعالم السفلي المائي فيمتص مائه ويرشه في السحاب ثم يُنزل إندرَا المطر البارد، وبالتالي رُبطت مياه السماء بمياه العالم السفلي.
يقف إيرافاتا أيضاً في مدخل سفارغا وهو قصر إندرا بالإضافة إلى أن كل إله من الآلة الثمانية الوصاة يجلس على فيل، ويٌشرف كل إله على نقطة من نقاط البوصلة. وكل إله من هذه الآلهة لديه فيل يقوم بالدفاع عن الربع المخصص له من المنطقة. يعتبر فيل إندرا «إيرافاتا» الرئيس من بينهم، وهناك رابط ومرجع لإيرافاتا في بهاغافاد غيتا

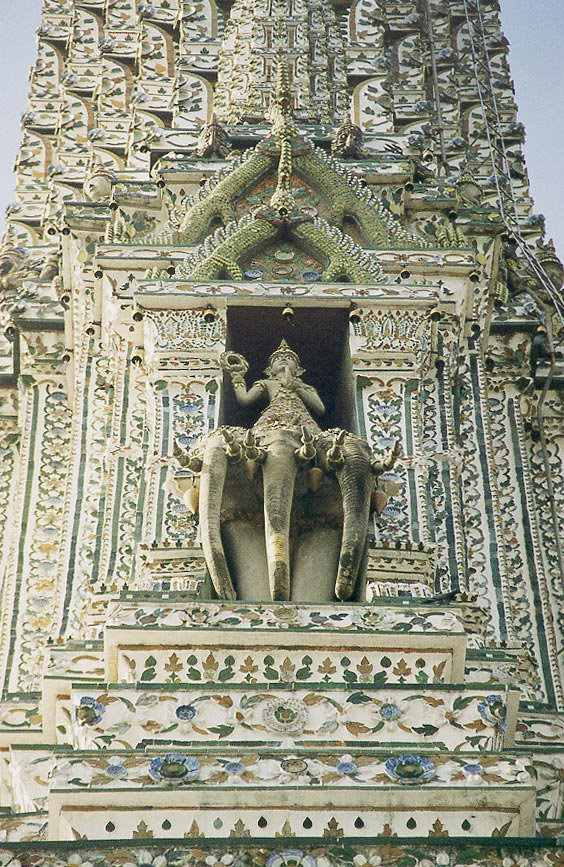

«من الأحصنة، اعرفوني بأوتشايسرافاس ذو نكتار الأصل، ومن الفيلة الإلهية، فأنا إيرافاتا، ومن الرجال فأنا الملك»
يوجد في دارسورام جانب تانغور معبد يؤمنون فيه بأن إيرافاتا عَبدَ لينغام وسُمي لينغام بعده بـ«إيرافاتيسوارا» كان هذا المعبد يزخر بالنحت النادر المعماري فقد بناه راجاراجا تشولا الثاني (1146-73 (

## الأَعلام مع إيرافاتا

علم لاوس الفرنسي (1893-1952)

علم لاوس (1952-1975)

اية لاوس الملكي (1952-1975)

" ثونق إيرابوت" راية غياب الملك (1855 - 1891 و 1897 - 1910)

"ثونق تشوذاثيباتاي" راية غياب الملك (1891 - 1897)

علم إدارة بانكوك

لاوس
سيام (تايلاند)

## ايروان
إيروان (باللاتيني เอราวัณ مأخوذة من āḷi Erāvana ، أو بالسانسكيرت إيرافاتا) هو الاسم التايلندي لإيرافاتا وصُور كفيل ضخم بثلاث أو ثلاثة وثلاثون رأساً غالبًا ما تكون ظاهرة مع أكثر من نابين. بعض التماثيل تُظهر ركوب الآلهة إندرا الهندوسي على إيراوان وترتبط أحيانًا بمملكة لاوس القديمة تحت حكم لان زانغ ومملكة لاوس المنقرضة. وقد استخدموا إيراوان المعروف أكثر باسم «الفيل ذو الثلاث رؤوس» كعلمهم الملكي.

## في الثقافة الشعبية
إيرافاتا شخصية قابلة للتجنيد في لعبة الفيديو."Devil Survivor"
ذُكر إيرافاتا في أغنية The Animal Tent في البوم The Circus للفرقة الموسيقية The Venetia Fair
«ها هو إيرافاتا آت، الفيل المتحكم بغيوم المطر، وبشرته تصدر صرير الأرض (إيرافاتا!)»

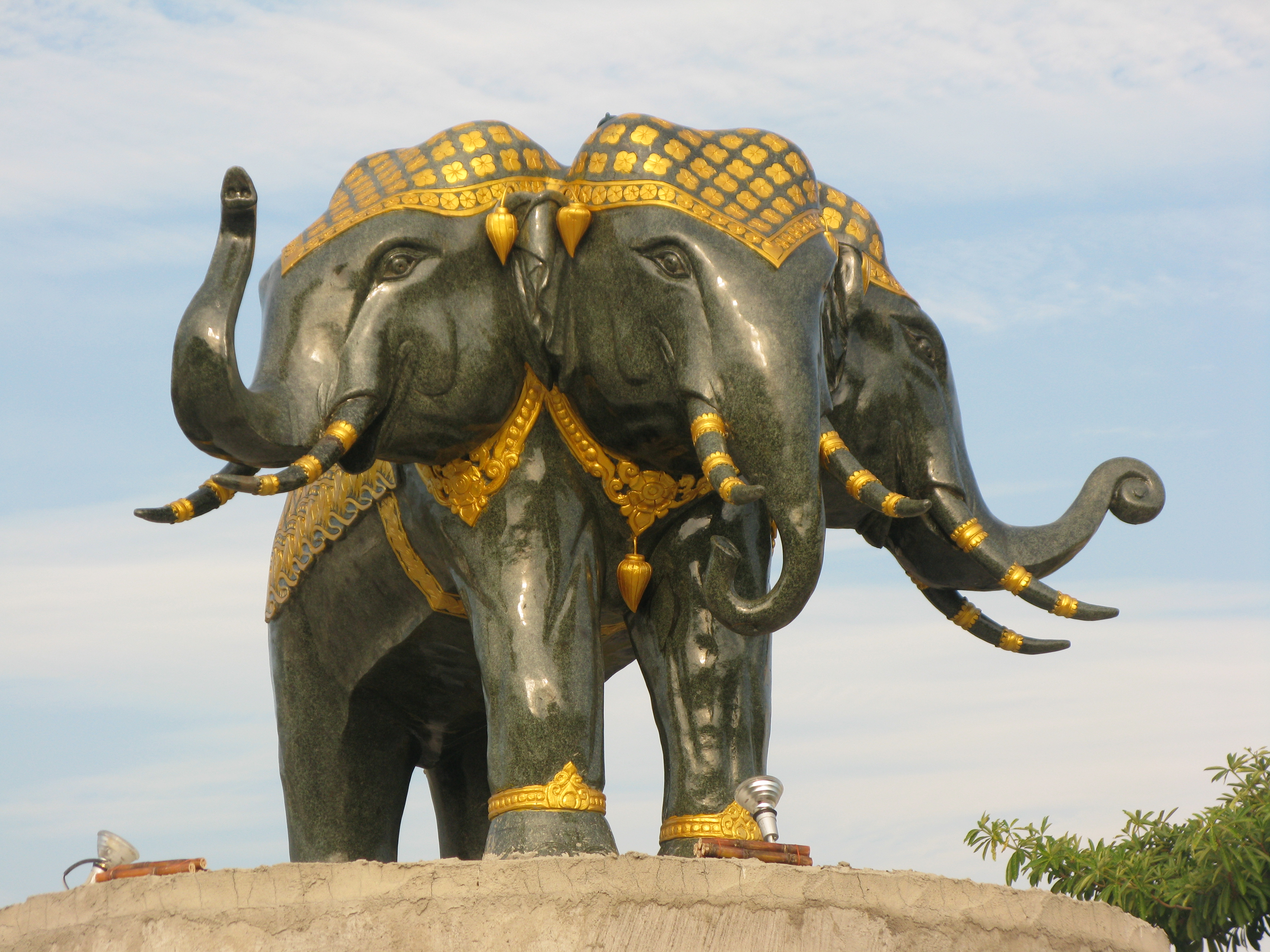